# Referendum w Portoryko ws. statusu wyspy (2012)
Referendum w Portoryko ws. statusu wyspy odbyło się 6 listopada 2012. W referendum Portorykańczycy odpowiadali na dwa pytania. W pierwszym, czy chcą utrzymać dotychczasowy status wyspy. W drugim mieli wybrać jedną z trzech opcji: czy są za przekształceniem Portoryka w kolejny stan Stanów Zjednoczonych, czy są za przyznaniem Portoryku niepodległości, czy też chcą przekształcenia w „suwerenne wolne stowarzyszenie” (suwerenne,  stowarzyszone z USA odpowiadające za jego obronność, tak jak Wyspy Marshalla, Mikronezja i Palau).
Z uprawnionych 2 402 941 wzięło udział 1 864 186 (78%), głosów ważnych było 1 798 987.
W głosowaniu na 1 pytanie 970 910 (53,8%) opowiedziało się za zmianą statusu, 828 077 za jego utrzymaniem. Na 2 pytanie 834 191 głosów ważnych (61,2%) padło za przekształceniem w stan, 454 768 (33,3%) wybrało wolne stowarzyszanie, a 74 895 (5,5%) całkowitą niezależność, głosów nieważnych lub niewypełnionych było 515 115.
Wynik nie jest jednoznaczny a przy tym nie wystarczający do przekształcenia w stan, bowiem przyjęcie nowego stanu zależy od postanowienia Kongresu (Konstytucja USA, art. 4, § 3, zdanie 1).